# Condé-sur-Vire
Condé-sur-Vire är en kommun i departementet Manche i regionen Normandie i norra Frankrike. Kommunen ligger i kantonen Torigni-sur-Vire som tillhör arrondissementet Saint-Lô. År 2022 hade Condé-sur-Vire 4 136 invånare.

## Befolkningsutveckling
Antalet invånare i kommunen Condé-sur-Vire
| Referens: INSEE |